# Sunday Morning (singel Maroon 5)
"Sunday Morning" to czwarty singel amerykańskiej pop rockowej grupy Maroon 5. Wydany został 2 grudnia 2004 roku przez wytwórnię A&M/Octone Records jako czwarty singel z ich debiutanckiego albumu Songs About Jane. Utwór napisany został przez zespół, a jego produkcją zajął się Matt Wallace. Znalazł się na ich minialbumie 1.22.03.Acoustic i ścieżkach dźwiękowych do filmów Lepiej późno niż później, To właśnie miłość oraz Fałszywa dwunastka II.

## Notowania
| Lista (2004-2005)                          | Najwyższa pozycja |
| ------------------------------------------ | ----------------- |
| Australia (Top 50 Singles)                 | 27                |
| Błąd przy wprowadzaniu danych Flanders Tip | 1                 |
| Belgia (Wallonia) (Ultratip 50 Singles)    | 7                 |
| Holandia (Dutch Top 40)                    | 20                |
| Nowa Zelandia (Top 40 Singles)             | 21                |
| Stany Zjednoczone (Hot 100)                | 45                |
| Stany Zjednoczone (Pop Songs)              | 33                |
| Wielka Brytania (Singles Top 100)          | 27                |